# Hesperiden

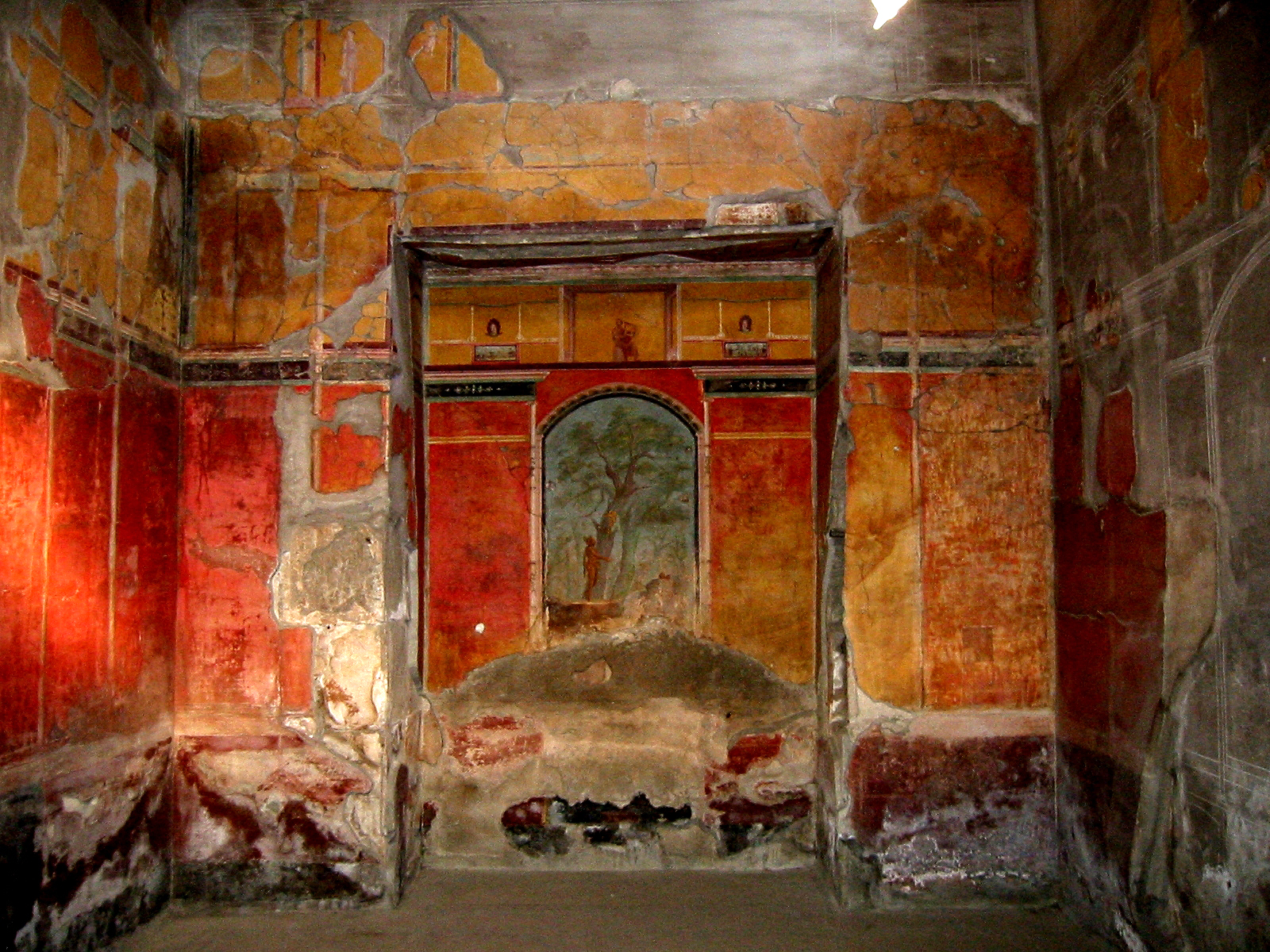
Römische Villa in Oplontis, dem modernen Torre Annunziata nahe Neapel. Das Bild in der Mitte stellt Herakles im Garten der Hesperiden dar.

Die Hesperiden (altgriechisch Ἑσπερίδες, Hesperídes) sind Nymphen der griechischen Mythologie. Ihre Zahl schwankt je nach Quelle zwischen drei, vier und sieben.

## Mythos
Namentlich werden Aigle, Arethusa, Erytheia und Hespere (auch: Hesperusa, Hesperethusa, Hespereia) genannt. Es gibt unterschiedliche Angaben über ihren Vater: Erebos, Atlas, und Hesperos (der Abendstern) werden erwähnt. Ebenso umstritten ist der Name ihrer Mutter. Hesiod nennt Nyx (Göttin der Nacht), andere Quellen Hesperis, die weibliche Verkörperung des Abendsterns, d. h. die römische Venus. Es ist unklar, ob sich Hesperis auch mit der griechischen Form der Venus, Aphrodite, in Verbindung bringen lässt. Alle diese Stammbäume deuten aber auf den Aufenthaltsort der Hesperiden in dem fernsten Westen der Erde hin. Dieser verschob sich im Laufe der Jahrhunderte mit wachsender geografischer Kenntnis der Griechen in den die drei Kontinente Europa, Asien und Afrika umfließenden Okeanos (Atlantik). Dasselbe geschah mit den um die Hesperiden und um ihre bekannteste Schwester Erytheia kreisenden Geschichten, mit den Rindern des Riesen Geryon, des äpfelbewachenden Drachen Ladon und dem Becher des Sonnengottes, den Herakles für seine Fahrt nach Erytheia erhielt. Es werden unterschiedliche Wohnorte jeweils am Rande der den Griechen bekannten Erde genannt: zuerst „jenseits des Okeanos“, dann „auf dem Atlas bei den Hyperboreern“, in Libyen in der Großen Syrte beim heutigen Bengasi (früher Euhesperides genannt), in Kampanien,  und schließlich auf einer der Inseln im Atlantik. Welche dieser Inseln die Hesperiden sein sollen, ist  nicht geklärt (vielleicht die Kanaren oder die Kapverden).
Die Hesperiden hüteten in einem wunderschönen Garten einen Baum mit goldenen Äpfeln, den Gaia der Hera zu ihrer Hochzeit mit Zeus hatte wachsen lassen. Der Baum wurde durch den mehrköpfigen Drachen Ladon bewacht. Herakles bewog Atlas, den Vater der Hesperiden, die Äpfel zu pflücken, die er für die Erfüllung seiner elften Arbeit benötigte, und übernahm für kurze Zeit dessen Aufgabe, das Himmelsgewölbe zu tragen. Eurystheus, dem Herakles die Äpfel übergab, gab sie weiter an Athene, die sie zurück an ihren Platz legte. In der irischen Mythologie werden die Hesperiden-Äpfel in der Erzählung Aided Chlainne Tuirenn („Der Tod der Kinder Tuirenns“) erwähnt.

## Rezeption

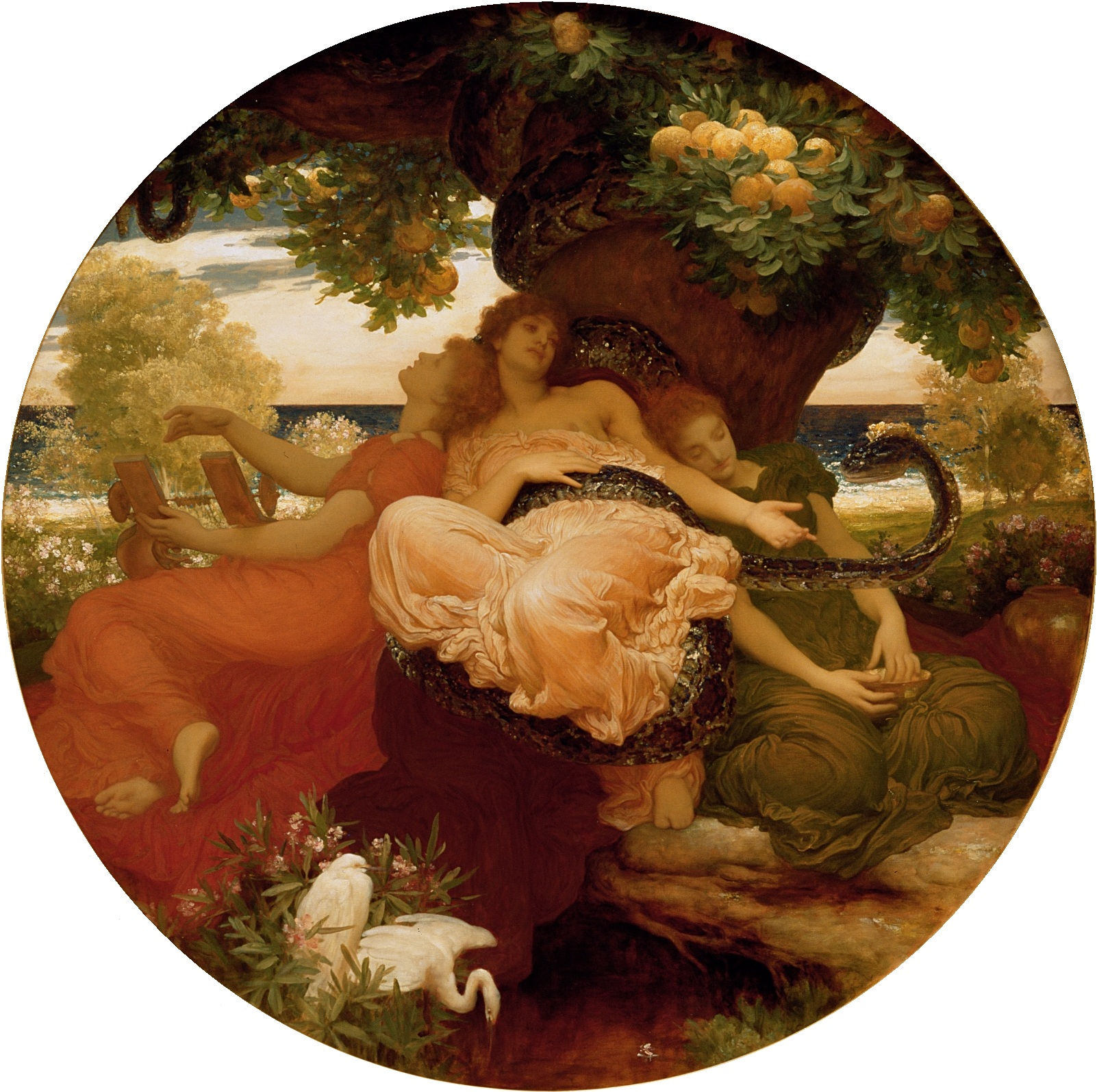
Die Hesperiden in ihrem Garten, Frederic Leighton (1830–1886)

Der Hesperidenstoff wurde mehrfach musikalisch bearbeitet. 1721 verfasste Pietro Metastasio das Libretto zu der Serenata Gli orti esperidi, zu der Nicola Antonio Porpora die Musik komponierte. 1764 wurde in Wien eine Oper mit dem Titel Alcide negli Orte esperidi (Herakles in den hesperischen Gärten) aufgeführt; das Libretto stammt von Marco Coltellini, die Musik komponierte Gian Francesco de Majo.
Carl von Linné (1707–1778) nutzt den Begriff zur Bezeichnung der Zitrusfrüchte. Dabei hat sich Linné an Giovanni Baptista Ferrari orientiert, der 1646 in seinem Werk Hesperides sive de malorum aureorum cultura et usu libri quator über die Gattung Citrus schreibt und von den goldenen Früchten der Hesperiden spricht. Allerdings fehlen Belege für eine Kenntnis von Zitrusfrüchten im klassischen Griechenland. Selbst der Baum mit den Goldenen Äpfeln wurde dort vermutet, wo die Welt ihr Ende hatte und der Titan Atlas das Himmelsgewölbe trug.
Die Parfumerie griff diese Namensschöpfung auf, und so werden Zitrusdüfte nicht nur als Agrumen, sondern häufig auch als Hesperidien bezeichnet. Medizinisch interessant sind die Zitrus-Bioflavonoide, die ihren rohstofflichen Ursprung ebenfalls im Namen tragen (Hesperidinkomplex).

## Sternbild
In der frühen griechischen Antike stellte das Sternbild Kleiner Wagen die Hesperiden dar. Ihre Äpfel wurden durch den Großen Wagen dargestellt. Dazwischen liegt das Sternbild Drache, welches Ladon darstellt. Nach einigen Sichtweisen sitzen die Hesperiden auf seinen Flügeln.

## Verschiedenes
Eine österreichische Essigspezialität wird als Hesperiden-Essig bezeichnet.